# Dražen Boić
Dražen Boić (Zagreb, 11. travnja 1931. – Zagreb, 16. veljače 2013.) hrvatski pijanist i skladatelj.

## Životopis
Iako je po struci bio liječnik, cijeli život posvetio je glazbi. Tijekom 1950.-ih zajedno s Mihajlom Švarcom osnovao je klaviristički jazz trio u Hrvatskoj te je kao pijanist bio član Plesnog orkestra Radio Zagreba i Orkestra Nikice Kalogjere
Zajedno sa svojim klavirskim triom nastupao je u raznim stranim zemljama među kojima se ističu turneje u Australiji, po američkim bazama u Europi te u Sovjetskom savezu. Kao jazz pijanist imao je zapaženu ulogu u obradama klasičnih skladbi u jazz aranžmanu, u raznim jazz skladbama te u skladbama zabavne glazbe. Od 1983. rado je kao hotelski pijanist u zagrebačkom hotelu Esplanade, a tijekom 1990.-ih nastupao je i u emisijama na HRT-u (Nedjeljom popodne, Dobri ljudi)
Postumno mu je 2013. godine dodijeljen Porin za životno djelo.

## Skladbe
Iz opusa mu se ističu nekoliko skladbi:
- Concertino za klavir i orkestar, 1955.
- Tiho i mirno, 1956.
- album Razmišljanja, 2010., u izdanju Croatia Recordsa